# Bobby Aylward

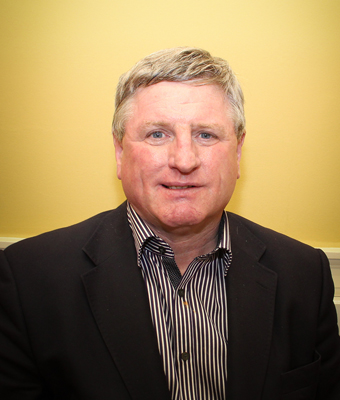
Bobby Aylward, 2016

Bobby Aylward (irisch Riobárd Aighleart, * 1. April 1955; † 14. Juli 2022) war ein irischer Politiker (Fianna Fáil) und gehörte von 2007 bis 2011, sowie erneut von 2015 bis 2020 dem Dáil Éireann, dem Unterhaus des irischen Parlaments, an.

## Leben
Aylward wurde 1955 als Sohn von Bob Aylward geboren. Er besuchte das Kildalton Agricultural College in Piltown.
Von 1992 bis 2007 war er Mitglied im Kilkenny County Council und fungierte in dieser Zeit von 2003 bis 2004 als dessen Vorsitzender. Daneben gehörte er von 1994 bis 2004 der South East Regional Authority sowie von 1999 bis 2004 der Southern and Eastern Regional Assembly an. Auch hier hatte er jeweils das Amt des Vorsitzenden inne. In der South East Regional Authority von 2000 bis 2001 und in der Southern and Eastern Regional Assembly von 2002 bis 2003. Von 1999 bis 2004 war er Direktor des Hafens von Waterford. Im Southern Fisheries Board war Aylward von 2000 bis 2007 Mitglied.
Im Mai 2007 wurde er im Wahlkreis Carlow-Kilkenny für die Fianna Fáil in den 30. Dáil Éireann gewählt. Ursprünglich war bei den vorherigen Wahlen sein Bruder und Parteikollege Liam Aylward in diesen Wahlkreis immer angetreten. Als dieser jedoch 2007 nicht mehr kandidierte, kandidierte stattdessen sein Bruder. Bei den nächsten Wahlen im Februar 2011 konnte Bobby Aylward seinen Sitz nicht verteidigen und schied damit nach vier Jahren wieder aus dem Dáil Éireann. 
Nachdem der Abgeordnete Phil Hogan 2014 zum EU-Landwirtschaftskommissar ernannt worden war, gelang es Aylward, bei den daraus resultierenden Nachwahlen im Mai 2015 dessen vakanten Sitz neu zu besetzen. Nachdem er bei den nächsten regulären Wahlen 2016 seinen Sitz verteidigen konnte, gelang ihm dies 2020 nicht erneut und er schied aus dem Dáil Éireann aus.
Aylward war verheiratet und Vater dreier Kinder, zweier Söhne und einer Tochter.